# Elina vanessoides
Elina vanessoides är en fjärilsart som beskrevs av Blanchard 1852. Elina vanessoides ingår i släktet Elina och familjen praktfjärilar. Inga underarter finns listade i Catalogue of Life.